# Orodesma monoflex
Orodesma monoflex är en fjärilsart som beskrevs av Dyar 1924. Orodesma monoflex ingår i släktet Orodesma och familjen nattflyn. Inga underarter finns listade i Catalogue of Life.